# Glenn Hoddle
Glenn Hoddle nació el 27 de octubre de 1957 en Hayes, Middlesex, Inglaterra. Es un exfutbolista internacional inglés y, actualmente, entrenador de fútbol que desempeña el cargo de asistente en el Queens Park Rangers Football Club. Ha jugado en clubes como el Tottenham, Chelsea (donde fue entrenador-jugador) o Mónaco.

## Biografía
Hoddle desarrolló su fútbol en las escuelas de Harlow y Essex. En 1974 y con 17 años entra en el Tottenham Hotspur, donde comienza jugando en los equipos juveniles. En 1975 debuta con los Spurs ante el Norwich City, entrando en la segunda parte desde el banquillo. Su primer tanto en la máxima categoría del fútbol inglés se produjo en 1976, ante el Stoke City, ya como uno de los líderes y máximas estrellas del equipo londinense, pese a contar con tan sólo 19 años. 
En 1979 debuta con la selección inglesa anotando un gol en el encuentro de clasificación para la Eurocopa de 1980 disputado en Wembley ante Bulgaria. Estuvo presente como jugador en dos Mundiales, en España '82 y en México '86. Hoddle fue uno de los jugadores a los que Diego Armando Maradona eludió en el llamado "Gol del Siglo". Jugó su último partido como internacional en la derrota, 3-1, en la Eurocopa de 1988 ante la URSS.
Permaneció en los Spurs desde 1975 hasta 1987, pero fue en dos años, 1981 y 1982, donde Glenn Hoddle ganó sus dos únicos títulos en las islas con el equipo de White Hart Lane: las FA Cup de esos dos años consecutivos. La primera de ellas, en 1981, venciendo en la final al Manchester City con Milijia Aleksic en la portería; Chris Hughton, Paul Miller, Graham Roberts y Steve Perryman en defensa; Glenn Hoddle, Ossie Ardiles, Ricky Villa y Tony Galvin en el centro del campo; y Garth Crooks y Steve Archibald en la punta de ataque. La final precisó de un segundo partido de desempate, ya que en el primer encuentro, Manchester City y Tottenham empataron a uno. En el replay y con un Wembley repleto, los Spurs ganaron con un ajustado 3-2. Al año siguiente, los Spurs revalidan el título de la FA Cup, en uno de los muchos derbis futbolísticos de Londres, esta vez ante el Queens Park Rangers en la final. El papel de Glenn Hoddle en la consecución del título fue fundamental y, al igual, que el año anterior, Wembley vio un 1-1 en el partido, con gol de Hoddle. El Tottenham volvió a necesitar un partido de desempate para librarse de los Hoops, y esta vez tampoco volvió a fallar ganando 1-0 con un nuevo gol de su estrella Hoddle.
Fue traspasado al Mónaco por £750,000 tras disputar su tercera final de FA Cup, aunque esta vez la perdió ante el Coventry City por 3-2.
En las filas del conjunto monegasco, Hoddle juega junto a Mark Hateley y en tan solo 12 meses contribuye con su juego decisivamente para que el Mónaco conquiste el Campeonato de la liga francesa en su primera campaña, la 1987/88. Jugaría en el equipo del Principado hasta 1990, cuando tras una grave lesión decide retirarse y regresar a su país.
En 1991 el Swindon Town le ofrece un puesto como entrenador-jugador y Hoddle vuelve a los terrenos de juego. Uno de los momentos más recordados en el Swindon Town fue en un partido ante el Leicester City, cuando Glenn sustituyó a su excompañero en el Tottenham, Ardiles y consiguió anotar el gol del triunfo, 4-3, y que significó el regreso del club de Wiltshire a la Premiership.
Posteriormente, tras dos temporadas en las filas del Swindon, recala en el Chelsea, donde desempaña también la labor de entrenador-jugador en sus últimos dos años como jugador en activo antes de hacerse cargo definitivamente y exclusivamente como técnico del equipo de Stamford Bridge en 1996.

## Entrenador
Tras dejar de jugar y dirigir en el Chelsea ha pasado por los banquillos de la selección inglesa entre 1996 y 1999, del Southampton entre 1999 y 2001, el Tottenham entre 2001 y 2003, y el Wolverhampton Wanderers, entre 2004 y 2006.
Mención especial para su etapa como entrenador de los Three Lions, a los que dirigió en el Mundial de Francia '98, un Mundial maldito para los ingleses por su eliminación ante un rival histórico (y más que deportivo) como Argentina y, sobre todo, en la forma en que cayó: con la impotente expulsión directa de David Beckham (durísimamente masacrado en los tabloides de la prensa amarilla del Reino Unido) y perdiendo en la tanda de penaltis.

### Academia Glenn Hoddle
Hoddle proyectó una academia de fútbol profesional innovadora durante 2007, inaugurándola al año siguiente. Su plan consistía en reclutar a una treintena de jóvenes futbolistas prometedores que hubiesen sido descartados por clubes de la Premier League y del English Football League Championship, con el propósito de brindarles formación técnica y académica para que pudieran reinsertarse en los equipos profesionales del más alto nivel de Inglaterra. La propuesta apuntaba especialmente a apoyar a jugadores británicos e irlandeses. Lógicamente el proyecto contemplaba que Hoddle y los demás inversores recibirían un porcentaje del dinero abonado por los contratos que firmasen sus estudiantes.
El Sevilla FC fue el primer club español en fichar a uno de los jugadores de la Academia Glenn Hoddle en el verano del 2009, el escocés Ikechi Anya, quien se destacaría jugando para el Sevilla Atlético en la Segunda División B de España. 
Considerando factible el colocar más de sus representados en equipos de las categorías menores españolas, Hoddle negoció con los socios del Jerez Industrial en enero de 2010 para enviar varios refuerzos que ayudaran a evitar la pérdida de categoría. Pese a que el objetivo no se logró, de todos modos ingleses y españoles llegaron a un acuerdo para que sólo jugadores de la Academia Glenn Hoddle integraran la plantilla del equipo que debía afrontar la temporada 2010-11 de la Tercera División de España. Aunque en lo deportivo el proyecto funcionó muy bien, lo cierto fue que los problemas administrativos sobrepasaron a Hoddle, por lo que dio por terminada su relación con el club de Jerez en marzo de 2011 y retiró a todos sus jugadores del equipo.
Luego de la experiencia española, la Academia Glenn Hoddle siguió funcionando unos años más pero con otro modelo. Además de Anya, los otros jugadores de la entidad que llegaron a destacarse profesionalmente fueron Jordan Hugill y Sam Clucas. 

## Clubes

### Como futbolista
| Club              | País       | Año       |
| ----------------- | ---------- | --------- |
| Tottenham Hotspur | Inglaterra | 1975-1987 |
| AS Mónaco         | Francia    | 1987-1991 |
| Swindon Town      | Inglaterra | 1991-1993 |
| Chelsea           | Inglaterra | 1993-1995 |

### Como entrenador
| Club                    | País       | Año       |
| ----------------------- | ---------- | --------- |
| Swindon Town            | Inglaterra | 1991-1993 |
| Chelsea                 | Inglaterra | 1993-1996 |
| Selección de Inglaterra | Inglaterra | 1996-1999 |
| Southampton             | Inglaterra | 2000-2001 |
| Tottenham Hotspur       | Inglaterra | 2001-2003 |
| Wolverhampton Wanderers | Inglaterra | 2004-2006 |

## Palmarés

### Como jugador

#### Torneos nacionales
| Título         | Club              | País       | Año     |
| -------------- | ----------------- | ---------- | ------- |
| Copa FA        | Tottenham Hotspur | Inglaterra | 1980-81 |
| Charity Shield | Tottenham Hotspur | Inglaterra | 1981    |
| Copa FA        | Tottenham Hotspur | Inglaterra | 1981-82 |
| Ligue 1        | AS Mónaco         | Francia    | 1987-88 |

#### Torneos internacionales
| Título          | Equipo            | Sede    | Año     |
| --------------- | ----------------- | ------- | ------- |
| Copa de la UEFA | Tottenham Hotspur | Londres | 1983-84 |

### Como jugador/entrenador

#### Otros logros
| Logro                                            | Club         | País       | Año  |
| ------------------------------------------------ | ------------ | ---------- | ---- |
| Eliminatorias de la Football League Championship | Swindon Town | Inglaterra | 1993 |